# Toxometra
Toxometra is een geslacht van haarsterren uit de familie Antedonidae.

## Soorten
- Toxometra bicolor (H.L. Clark, 1938)
- Toxometra lepta (H.L. Clark, 1938)
- Toxometra nomima (H.L. Clark, 1938)
- Toxometra paupera A.H. Clark, 1911
- Toxometra poecila (H.L. Clark, 1938)

## Synoniemen
- Monilimetra H.L. Clark, 1938 [typesoort: Monilimetra nomima H.L. Clark, 1938][1]